# Осока низкая
Осо́ка ни́зкая, или Осока призе́мистая (лат. Cārex humīlis) — многолетнее травянистое растение, вид рода Осока (Carex) семейства Осоковые (Cyperaceae).

## Ботаническое описание

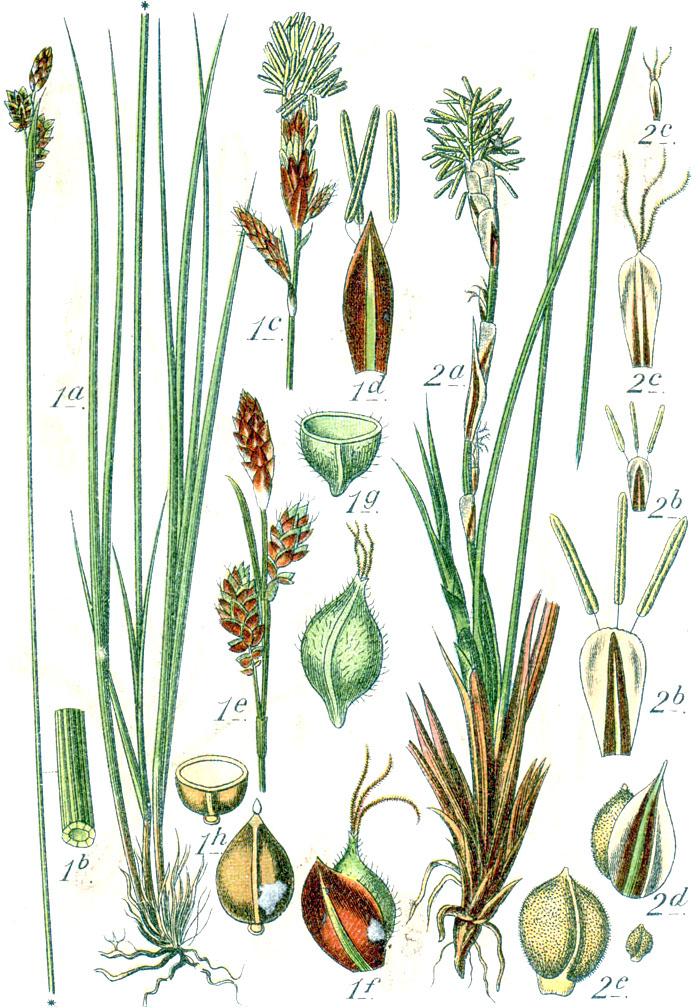
2 — Carex humilis

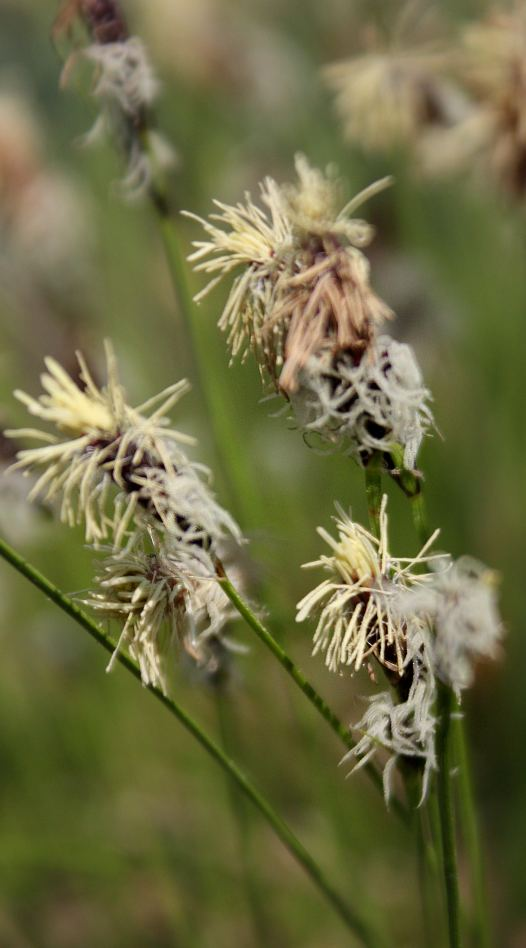
Мужское соцветие

Светло-зелёное растение. Корневище восходящее, короткое и толстое, твёрдое, образующих густые и плотные дерновинки.
Стебли (2)3—10(15) см высотой, округло-трёхгранные, гладкие, плотно одетые многочисленными красновато-бурыми, ржаво-пурпуровыми или пурпурово-бурыми волокнистыми остатками листовых влагалищ.
Листья длиннее стеблей в (2)3—5(10) раз, узколинейные, жёстковатые или мягкие, плоские, позднее желобчато-сложенные, по краям мелкозазубренные, 1—1,5(2) мм шириной, покрыты рассеянными щетинковидными волосками.
Верхний колосок тычиночный, ланцетный или линейно-ланцетный, относительной многоцветковый, продолговатый (0,5)1—1,5(2) см длиной, 2—4 мм шириной; чешуи широкояйцевидные или ланцетные, на верхушке тупые, округлые или острые, ржавые или ржаво-рыжие, с очень широкими белоперепончатыми краями (отчего весь колосок серебристый); нижняя чешуя не достигает половины длины колоска. Остальные 1—2(5) колосков, расставленные, 2—5-цветковые, рыхлые, довольно узкие, 0,5—0,7 см длиной, на ножке до 5 мм длиной, скрытой во влагалище прицветного листа, расположенные почти по всему стеблю (нижние колоски (1—3) иногда сидят у основания стебля на длинных ножках), с яйцевидными или широкояйцевидными, острыми или коротко-остистыми, ржавыми, красновато- или светло-ржавыми, по краю широко-белоперепончатыми, несколько длиннее мешочков или равными им чешуями. Мешочки обратнояйцевидные, без жилок, тупо- или выпукло-трёхгранные, 2—2,5 мм длиной, желтовато- или бледно-зелёные, кверху ржавчатые, равномерно коротко-волосистые, с коротким, цельным или слабо выемчатым буроватым носиком. Рылец 3. Нижний кроющий лист большей частью с удлинённым влагалищем, наверху косо усечённым, без листовой пластинки или, реже, с короткой щетиновидной или линейной пластинкой.
Плод на карпофоре до 3 мм длиной. Плодоносит в апреле—мае.
Число хромосом 2n=36, 38, 72.
Вид описан из Германии (окрестности города Галле).

## Распространение
Атлантическая, Центральная и Южная Европа; Кавказ; Европейская часть России: бассейн Волги и Дона, низовья Дона, Причерноземье; Украина: Крым, Карпаты, Среднее Приднепровье; Западная Сибирь: восточная часть бассейна Иртыша, Алтай; Восточная Сибирь: Хакасия, бассейн Витима, Даурия; Дальний Восток: Зее-Буреинский район, юг Уссурийског края, остров Шикотан; Восточная Азия: Северо-Восточный Китай, Корейский полуостров, Япония.
Растёт в степях, на степных мелкозёмистых и каменистых склонах, в светлых сухих лесах, на карбонатной почве; на равнине, в нижнем и среднем поясах гор.

## Хозяйственное значение
На Кавказе, на горных сухих пастбищах, нередко составляет основу пастбищного корма. Хорошо поедается скотом, особенно овцой и лошадью. Выносит сильное вытаптывание и хорошо отрастает после стравливания.
По наблюдениям в Кабардино-Балкарии поедается западнокавказским туром (Capra caucasica).

## Систематика
В пределах вида выделяются две разновидности:
- Carex humilis var. humilis — от Европы до Сибири
- Carex humilis var. nana (H.Lev. & Vaniot) Ohwi — Осока низенькая; от Сибири до Японии